# Glen Elder
Glen Holl Elder, Jr. (* 28. Februar 1934 in Cleveland, Ohio) ist Professor für Soziologie und Psychologie an der University of North Carolina at Chapel Hill. Eines seiner Hauptforschungsgebiete sind die positiven und negativen Auswirkungen der Armut auf den Lebensverlauf.

## Biographie
Elder studierte an der Pennsylvania State University und der Kent State University und erwarb an der University of North Carolina Chapel Hill die Doktorwürde. 1988 wurde er in die American Academy of Arts and Sciences gewählt.

## Wissenschaftliches Wirken
Elder führte 1962 den Ansatz von Kurt Lewin zu Erziehungsstilen weiter aus und beeinflusste damit stark die Lehrerbildung bis heute.
Eines seiner wichtigsten Werke war Children of the Great Depression (1974). Das Buch wurde bei einer Umfrage unter SRDC-Mitgliedern als eines der faszinierendsten Werke der Psychologie seit 1950 gewählt.
Das Buch betrachtet das Leben von Kindern, welche zur Zeit der Großen Depression groß wurden und deren Familien arm waren. Es wird zwischen Kindern aus der Arbeiterklasse und Kindern aus der Mittelschicht unterschieden. Kinder aus der Mittelschicht schienen durch die Armut zu gefestigten Persönlichkeiten zu werden. Sie waren sogar etwas erfolgreicher als Mittelschichtskinder, die nie arm gewesen waren. Kinder aus der Arbeiterklasse litten mehr unter den Beeinträchtigungen durch die Armut. Doch auch hier lässt sich sagen, dass die Mehrheit von ihnen zu normalen Leuten heranwuchs. Angesichts der bitteren Armut zu dieser Zeit ist das eine Leistung.
Elder brachte durch das Werk eine neue Perspektive in die Soziologie ein. Er sah Kinder und Jugendliche nicht länger als passiv, sondern als kompetente Akteure. Kinder und Jugendliche sind in der Lage, aktiv mit den sie umgebenden Umständen umzugehen und sie sich zunutze zu machen, um ihr Leben erfolgreich zu gestalten.
Doch gleichzeitig sind alle Kinder „Kinder ihrer Zeit und Schicht“ und können natürlich nur im Rahmen der historischen Möglichkeiten, die sich ihnen bieten handeln.

## Werke
- Glen H. Elder: Family structure and the transmission of values and norms in the process of child rearing, Dissertation 1961, ISBN 0-405-12966-1
- Glen H. Elder: Children Of The Great Depression. Routledge, 1999.
- Glen H. Elder, Jr., Rand D. Conger, E. Michael Foster, Monika Ardelt: Families Under Economic Pressure. Journal of Family Issues 13(1) 1992. S. 5–37
- Rand D. Conger, Glen H. Elder, Jr., in Zusammenarbeit mit Frederick O. Lorenz, Ronald L. Simons, Les B. Whitbeck: Families in Troubled Times: Adapting to Change in Rural America. Hawthorne, NY / Aldine de Gruyter, 1994.
- Rand D. Conger, Xiaojia Ge, Glen H. Elder, Jr., Frederick O. Lorenz, Ronald L. Simons: Economic Stress, Coercive Family Process, and Developmental Problems of Adolescents. Child Development 65(2), 1994. S. 541–561
- Glen H. Elder, Jr., Laura Rudkin, Rand D. Conger: Intergenerational Continuity and Change in Rural America. S. 30–78 in Adult Intergenerational Relations: Effects of Societal Change, herausgegeben von Vern L. Bengtson, K. Warner Schaie, und Linda M. Burton. Springer, New York 1994.
- Glen H. Elder, Jr., Elizabeth B. Robertson, Rand D. Conger: Fathers and Sons in Rural America: Occupational Choice and Intergenerational Ties Across the Life Course. S. 294–325 in Aging and Generational Relations Over the Life Course: A Historical and Cross-Cultural Perspective, herausgegeben von Tamara K. Hareven. Walter De Gruyter. Berlin 1996.